# Funkcija generiranja momentov
Funkcija generiranja momentov je v teoriji verjetnosti in statistiki nam za poljubno slučajno spremenljivko (zvezno ali nezvezno) pomaga določiti verjetnostno porazdelitev. Označujemo jo s {\displaystyle g(t)\!}. S pomočjo te funkcije lahko na enostaven način izračunamo momente.
Funkcija generiranja momentov nam na drugi način (običajno celo enostavnejši) omogoča določanje funkcije gostote verjetnosti in zbirne funkcije verjetnosti. S pomočjo funkcije generiranja momentov je enostavneje določiti funkcijo gostote verjetnosti ali zbirno funkcijo verjetnosti pri tistih porazdelitvah, ki imajo zelo komplicirano funkcijo porazdelitve.

## Definicija
Za diskretne (nezvezne) slučajne spremenljivke je funkcija generiranja momentov enaka:
{\displaystyle \ g(t)={\mbox{E}}[e^{tX}]=\sum _{i=1}^{n}p_{i}e^{tX_{i}}}
Za zvezne slučajne spremenljivke:
{\displaystyle \ g(t)={\mbox{E}}[e^{tX}]=\int _{-\infty }^{\infty }e^{tx}f_{X}(x)dx}.
kjer je 
- {\displaystyle f(x)\!} funkcija verjetnosti
- E je operator pričakovane vrednosti slučajne spremenljivke
- {\displaystyle p_{i}\!} so verjetnosti

## Računanje momentov
Posamezne momente lahko izračunamo na naslednji način:
{\displaystyle \ \mu _{1}={\frac {dg}{dt}}|_{t=0}=g'(0)}
{\displaystyle \ \mu _{2}={\frac {d^{2}g}{dt^{2}}}|_{t=0}=g''(0)}
{\displaystyle \ \ldots }
oziroma 
{\displaystyle E\left(X^{n}\right)=g_{X}^{(n)}(0)={\frac {d^{n}g_{X}}{dt^{n}}}(0).}
Kadar funkcija obstaja za t = 0, nam omogoča generiranje momentov za verjetnostno porazdelitev. Zato se ta funkcija tudi imenuje funkcija generiranja momentov.

## Povezava s kumulantami
Funkcijo generiranja momentov lahko napišemo kot:
{\displaystyle g(t)=\log(E(e^{tX}))=\sum _{n=1}^{\infty }\kappa _{n}{\frac {t^{n}}{n!}}=\mu t+\sigma ^{2}{\frac {t^{2}}{2}}+\cdots .}
Posamezne kumulante dobimo na naslednji način:
{\displaystyle {\begin{aligned}\kappa _{1}&=\mu =g'(0),\\\kappa _{2}&=\sigma ^{2}=g''(0),\\&\vdots \\\kappa _{n}&=g^{(n)}(0).\end{aligned}}}.
Povezava kumulant in momentov je naslednja:
{\displaystyle \kappa _{1}=\mu _{1}\,}
{\displaystyle \kappa _{2}=\mu _{2}\,}
{\displaystyle \kappa _{3}=\mu _{3}\,}
{\displaystyle \kappa _{4}=\mu _{4}-3\mu _{2}^{2}\,}
{\displaystyle \kappa _{5}=\mu _{5}-10\mu _{2}\mu _{3}\,}

## Zgledi
| porazdelitev                                 | funkcija generiranja momentov g(t)                                                | karakteristična funkcija φ(t)                                                      |
| -------------------------------------------- | --------------------------------------------------------------------------------- | ---------------------------------------------------------------------------------- |
| binomska porazdelitev B(n, p)                | {\displaystyle \,(1-p+pe^{t})^{n}}                                                | {\displaystyle \,(1-p+pe^{it})^{n}}                                                |
| Poissonova porazdelitev Pois(λ)              | {\displaystyle \,e^{\lambda (e^{t}-1)}}                                           | {\displaystyle \,e^{\lambda (e^{it}-1)}}                                           |
| zvezna enakomerna porazdelitev U(a, b)       | {\displaystyle \,{\frac {e^{tb}-e^{ta}}{t(b-a)}}}                                 | {\displaystyle \,{\frac {e^{itb}-e^{ita}}{it(b-a)}}}                               |
| normalna porazdelitev N(μ, σ2)               | {\displaystyle \,e^{t\mu +{\frac {1}{2}}\sigma ^{2}t^{2}}}                        | {\displaystyle \,e^{it\mu -{\frac {1}{2}}\sigma ^{2}t^{2}}}                        |
| porazdelitev hi-kvadrat χ2k                  | {\displaystyle \,(1-2t)^{-k/2}}                                                   | {\displaystyle \,(1-2it)^{-k/2}}                                                   |
| porazdelitev gama Γ(k, θ)                    | {\displaystyle \,(1-t\theta )^{-k}}                                               | {\displaystyle \,(1-it\theta )^{-k}}                                               |
| eksponentna porazdelitev Exp(λ)              | {\displaystyle \,(1-t\lambda ^{-1})^{-1}}                                         | {\displaystyle \,(1-it\lambda ^{-1})^{-1}}                                         |
| multivariantna normalna porazdelitev N(μ, Σ) | {\displaystyle \,e^{t^{\mathrm {T} }\mu +{\frac {1}{2}}t^{\mathrm {T} }\Sigma t}} | {\displaystyle \,e^{it^{\mathrm {T} }\mu -{\frac {1}{2}}t^{\mathrm {T} }\Sigma t}} |
| izrojena porazdelitev δa                     | {\displaystyle \,e^{ta}}                                                          | {\displaystyle \,e^{ita}}                                                          |
| Laplaceova porazdelitev L(μ, b)              | {\displaystyle \,{\frac {e^{t\mu }}{1-b^{2}t^{2}}}}                               | {\displaystyle \,{\frac {e^{it\mu }}{1+b^{2}t^{2}}}}                               |
| Cauchyjeva porazdelitev Cauchy(μ, θ)         | ni določena                                                                       | {\displaystyle \,e^{it\mu -\theta \|t\|}}                                          |